# Berëzovaja
La Berëzovaja (in russo  Берёзовая?) è un fiume della Russia europea orientale, affluente di sinistra della Kolva (bacino idrografico del Volga). Scorre nel Čerdynskij rajon del Territorio di Perm'.
La sorgente si trova sulla cresta del Berëzovyj Kamen' (uno sperone degli Urali settentrionali). Scorre in terreno collinare, la direzione generale della corrente è sud-ovest, poi nord-ovest. Il canale è tortuoso. La larghezza del fiume nella parte superiore è di 20-40 metri, nella parte inferiore raggiunge i 60 metri. Sfocia nella Kolva nel medio corso a 175 km dalla foce, a sud del villaggio di Korepino. Ha una lunghezza di 208 km, il suo bacino è di 3 610 km².
La maggior parte delle rive sono ricoperte dalla taiga di abete rosso e cedro.